# Kurpark Bad Kreuznach

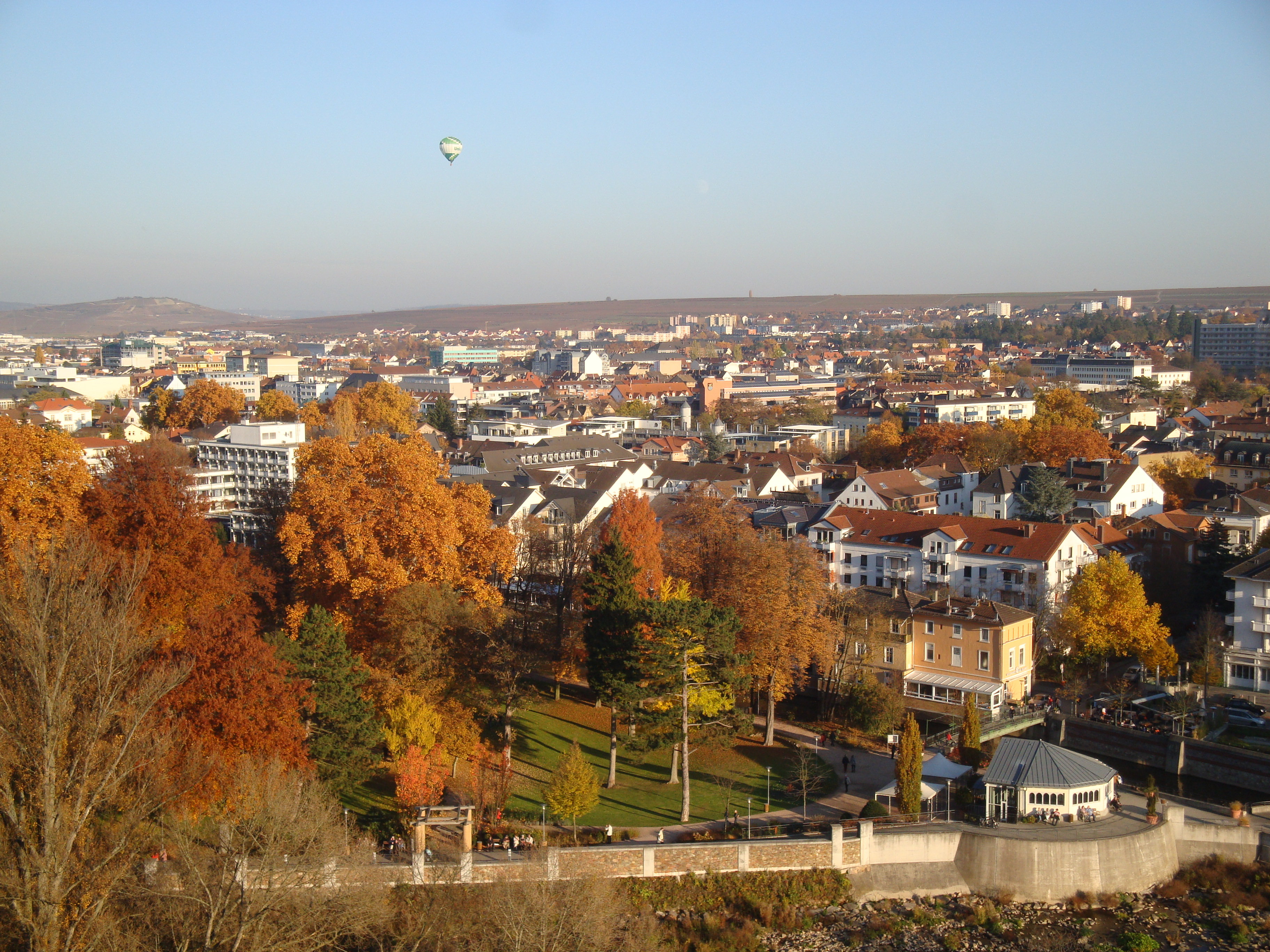
Blick auf die Südspitze des Kurparks mit der Elisabethenquelle (rechts unten im Bild)

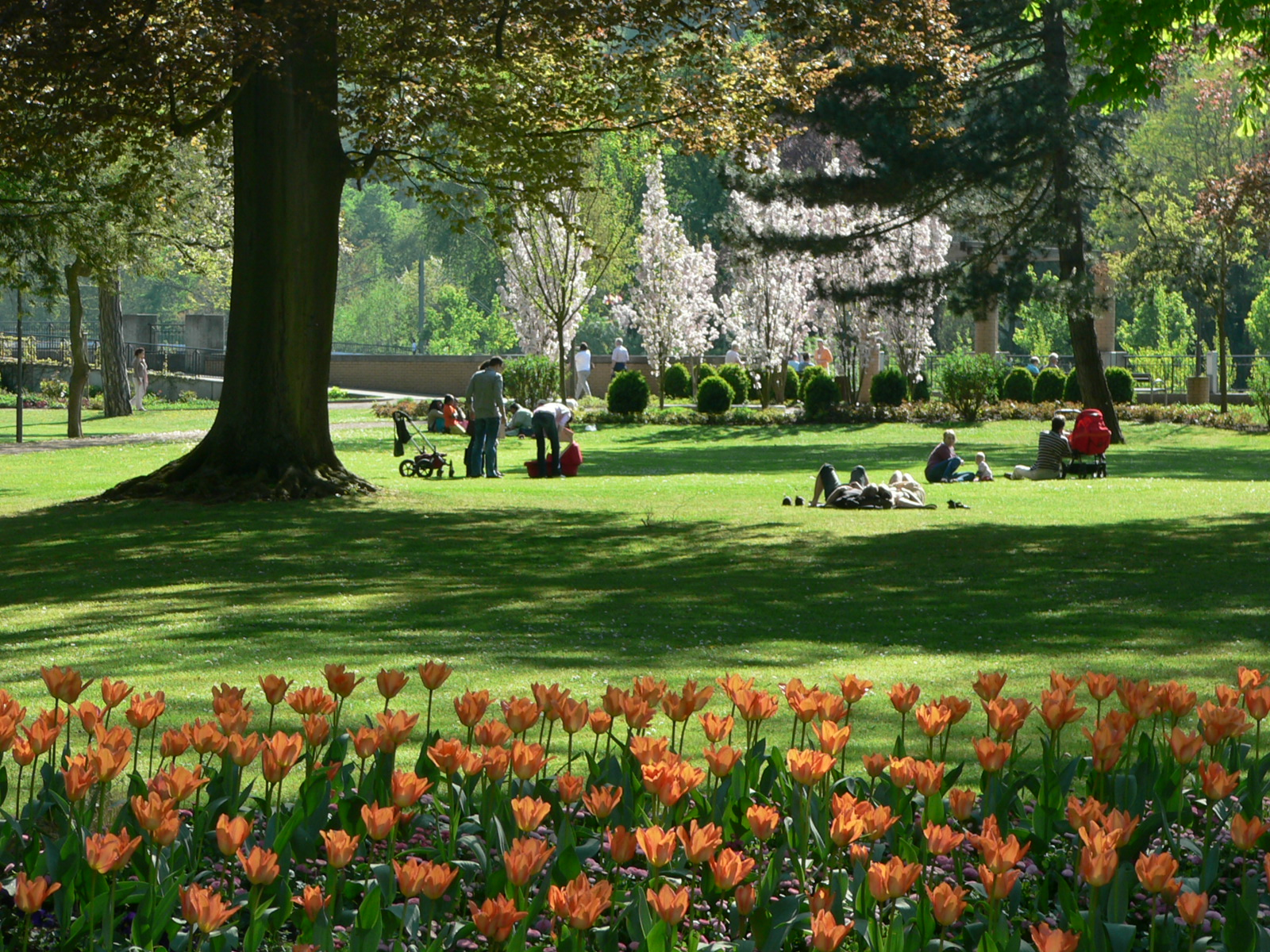
Blumenbeet und Englischer Garten im Kurpark

Der Kurpark Bad Kreuznach liegt am Parkhotel Kurhaus in der Kernstadt von Bad Kreuznach in Rheinland-Pfalz. Er steht als Denkmalzone unter Denkmalschutz.
Der Kurpark ist in weiten Teilen ein englischer Garten, der ab 1840 angelegt wurde.  Im Park gibt es u. a. mehrere Pavillons, Springbrunnen und Skulpturen, darunter die Bronzeplastik Traubenmädchen (1950) der Bildhauerin Hanna Cauer.
Direkt am Parkrand entlang verläuft die Nahe, ein Nebenfluss des Rheins. Zur Nahe hin wird der Park durch eine mehrere Meter hohe Ufermauer begrenzt, an deren Oberkante eine Promenade verläuft.
Die in den Fluss ragende Südspitze des Parks wird von einer Elisabethenquelle genannten Trinkhalle aus den 1880er Jahren eingenommen.
Der an das Parkgelände grenzende Abschnitt der Nahe liegt im Naturschutzgebiet Kurpark Bad Kreuznach; der Park selbst steht jedoch nicht unter Naturschutz. 